# 5인조 (자유민주당)
5인조(일본어: 五人組)는 2000년 4월 일본의 내각총리대신 오부치 게이조가 병으로 쓰러지자 후임자를 선출하기 위해 모였던 자유민주당의 유력 의원 5명을 말한다. 멤버는 모리 요시로 간사장, 아오키 미키오 관방장관, 무라카미 마사쿠니 참의원 의원회장, 노나카 히로무 간사장 대리, 가메이 시즈카 정조회장이다. 후임으로는 모리가 결정됐는데 무라카미가 "당신이 하면 되지 않나"라고 하여 이루어진 것이다.

## 경위
4월 2일 오전 1시경 오부치가 준텐도대학 의학부 부속의원에 긴급 입원했다. 한 시간 정도 지난 뒤 후루카와 도시타카 총리대신정무비서관이 아오키에게 총리의 입원 사실을 알렸고 6시경 주치의가 아오키를 방문했다. 정오에 아오키가 호텔 뉴 오타니 도쿄에서 5인조를 모아 총리 대리와 후임 총리에 대한 논의를 했다. 오후 7시 아오키가 의원을 찾아 오부치와 면담을 했으며 4시간 뒤에 아오키가 긴급 기자회견을 통해 총리가 컨디션 불량으로 입원했음을 정식으로 공표했다.
자정 무렵에 5인조가 다시 호텔 뉴 오타니에 모여서 아오키가 총리 대리를 맡고 후임 총리는 모리로 한다는 합의가 이루어졌다. 또한 내각총사퇴, 국회 본회의 등의 일정도 함께 정했다. 오전 11시 아오키가 정례 기자회견에서 오부치의 병명이 뇌경색임을 공표하고 오부치의 뜻에 따라 자신이 총리 대리가 되었음을 발표했다.
4월 4일 내각이 총사퇴를 결의했다. 다음 날 오전 자민당 양원총회에서 모리를 신임 총재로 선출하고 오후 국회 양원 본회의에서 모리가 총재로 지명받고 조각을 단행했다. 이후 오부치는 5월 14일 병을 이기지 못하고 사망했다.
한편, 자민당 3역 중에서 이케다 유키히코 총무회장만 참여하지 않았다. 모리가 이케다에게도 출석을 요청했지만 이케다가 당시 당무가 서툴러 컨디션이 좋지 않았기 때문에 출석하지 못했던 것이라고 한다. 다만 모리를 후임 총리로 결정할 때 전화를 통해 이케다의 동의도 구했다.

## 비판
아오키는 자신이 총리 대리로 취임한 것이 오부치가 병상에서 지명한 것이라고 주장했으나 사실 관계에 대해서는 의혹도 많고 정당성 논란도 있다. 다만 오부치가 총리로 재직하면서 외유를 나갔을 때 총리 대리를 맡았던 건 항상 관방장관이었다. 야당인 민주당은 아오키가 총리 대리 자격으로 양원 의장에게 내각총사퇴 통지서를 보낸 것에 대해 관직 사칭과 공문서 위조 등의 혐의가 있다며 고소했지만 불기소처분되었다. 하지만 일국의 총리 후임을 소수의 5명이 호텔에 모여 밀실에서 정한 것에 대한 국민적 비판은 끊이지 않았다.

### 5인조의 반론
모리는 훗날 "심야 회의에서 순식간에 '모리 씨, 후임자는 당신밖에 없다'라는 결론이 나왔다. 노나카 씨는 '공명당도 모리 씨라면 좋다고 한다'고 말했다. 가메이 시즈카 정조회장도 무라카미 마사쿠니 참의원 의원회장도 나를 지지했다. 이케다 유키히코 총무회장에게는 전화로 연락해 '저도 그걸로 좋습니다'라고 대답해줬다"라고 술회했다.
또한 모리는 "5명의 모임에서 이루어진 합의는 당 집행부로서 차기 총재 선거 후보로 나를 추천한 것입니다. 차기 총재 선거를 양원 의원 총회에서 진행하면 다른 사람도 입후보할 수 있습니다. 밀실에서 정한 것이 아니죠. 가토 고이치 씨도 나오고 싶다면 손을 들었으면 됐을 일입니다. 하지만 손을 들지 않고 모리가 돼도 좋다고 말하셨죠"라며 밀실 주장을 부정했다. 또한 당시 자민당은 연립 정권에서의 이탈을 막아야 하는 중요한 국면이었다는 점, 예산안은 통과되었지만 부속 법률안들이 아직 통과되지 않았다는 점, 통상적인 절차를 밟았을 경우 한 달 정도의 시간이 걸렸을 거란 점 등을 들며 어쩔 수 없는 상황이었다고 주장했다.
모리가 총리로 재직할 당시 분게이슌주와의 인터뷰 때 야당의 비판을 두고 "자민당 내부의 비판은 받아들일 수 있다. 하지만 야당이 그런 말을 할 자격은 없다"고 말했다. 이는 민주당 총재 선거에 입후보한 고미야마 요코와 가와무라 다카시가 당내의 기류 때문에 출마를 포기한 점과 일본공산당 당직 인사가 투명하게 진행되지 않은 점을 저격한 것이었다. 이후 나카소네 재정을 통해 다케시타 내각이 발족한 것이 모리 내각 발족과 비슷하다고 기자가 말하자 모리는 "재정과 같은 그런 방법에 비하면 내가 선출된 방법이 더 투명하다", "나는 딱히 총리의 자리를 원했던 것이 아니다", "그리 간단하게 총재를 바꿔도 좋은가라는 생각도 든다", "연립 문제도 있다. 또 자유당이 연립을 이탈할지 결정되지 않은 시점이니 (중략) 연립 얘기를 이어왔던 공명당과 자유당 사람들과 합이 맞지 않는 사람을 총리로 내세워도 되는 것인가, 절대 그럴 리가 없다――그런 기분이었다"라고 답했다. 이는 나카소네 재정 당시보다 지금의 매스컴의 비판이 더 심한 것에 대한 반박이었던 것으로 보인다.
오부치 내각에서 교육 문제 담당 보좌관으로 근무하던 마치무라 노부타카는 모리에게 "교육 개혁은 어차피 이번 정권에서는 힘들다. 자네가 다음 정권을 맡을텐데 딱 좋은 주제가 아닌가"라고 말했다고 모리가 훗날 밝혔다. 오부치가 사전에 모리를 후임자로 생각하고 있었다는 얘긴데 제3자 증인이 없어서 사실 여부는 불투명하다.
무라카미는 주간신조에 발표한 수기를 통해 "확실하게 당내 수속을 밟아 자민당 양원 의원 총회를 통해 총재를 선출한 것이니 밀실에서 정했다고 할 수 없다"고 반박했다.
노나카는 "아오키 씨에게 그러한 설명이 있었고 잠시 무거운 침묵이 이어진 뒤에 무라카미 마사쿠니 씨가 '모리 씨, 당신이 하는 것 외엔 방법이 없지 않은가'라고 말하고 가메이 씨가 동조하여 모리 씨가 후계를 잇는 것이 결정되었다"라고 회고록에서 밝혔다.
가메이는 "이대로 계속 아오키 씨가 총리 대리를 할 수 없으니 무라카미와 내가 모리에게 수상을 해라는 식으로 유도하자 모리가 기다렸다는 듯이 반응했다. 아오키 씨와는 와세다 대학 선후배 사이로 사이도 좋았고 인망도 있었고 반대도 없었고", "자민, 자유, 공명 3당 연립 정권은 확실히 오자와에게 휘둘리고 있었다. 오부치의 병과 인과 관계가 있는지는 별개로 하고 자민당이나 정부 간부는 급히 호텔에서 대응을 얘기했다. 그래서 무라카미가 '네가 하면 어떻겠나, 간사장도 맡고 있으니'라고 하자 모리도 싫지 않다는 태도를 보였다. 나도 '하고 싶지?'라고 등을 밀어줬다. 세간은 밀실 정치라고 말하지만 굉지회 말고도 각 파벌의 수장격이 모여있었다. 양원 의원 총회도 열렸고 모의라고 할 수 없다"고 주장했다.

## 후일담
나중에 가토의 난이 일어나게 된 원인으로 이때의 후임자 선출 과정에서 모리가 선출된 것을 들기도 한다. 무라카미는 "오부치의 후임을 노리던 가토를 무의식 중에 경계했던 것 같다"고 말했다.
저널리스트 세리카와 요이치는 "총재 파벌이었던 오부치파는 어떻게 권력을 이동시키지 않을 수 있을까 하는 점이 가장 큰 과제였다. 내각의 아오키 관방장관, 모리의 후임으로 간사장이 된 노나카와 함께 오부치파가 권력의 축을 억누른 셈이다. 무라카미·가메이파도 참의원과 정조회를 억눌러 권력의 일익을 담당하고 있는 이상 이를 내버려둘 수는 없었다. 모리파, 오부치파, 무라카미·가메이파는 각자의 사정에 따라 연합을 한 셈이다. 이는 오부치의 후임자로 유력시되던 가토 고이치 전 간사장을 막기 위해서이기도 했다. 하지만 형식적으로라도 총재 선거를 실시하지 않아 모리 정권은 언제까지고 5인조의 밀실 협의를 통해 탄생했다는 비판에 시달렸다. 정통성에 문제가 있다고 보였던 것이다"라고 자신의 저서에서 밝혔다.
한편 오부치의 사례처럼 총리가 갑자기 직무를 수행하지 못하는 비상 사태를 대비하여 모리 내각부터는 총리 대리 예정자 5명을 미리 지정하여 관보에 게재하는 관례가 생겼다.